# 索諾拉 (德克薩斯州)
索諾拉（英語：Sonora）是一個位於美國德克薩斯州薩頓縣的城市。根據2010年美國人口普查，該地共人口3027人，而該地的面積約為5.10平方千米。同時該地也是薩頓縣的縣治。

## 地理
索諾拉的座標為30°34′05″N 100°38′39″W / 30.56806°N 100.64417°W，而該地的平均海拔高度為648米（即2129英尺）。